# Gunghap
Gunghap (궁합?), noto anche con i titoli internazionali The Princess and the Matchmaker e Marital Harmony, è un film del 2018 diretto da Hong Chang-pyo.

## Trama
La principessa Songhwa viene costretta a sposare uno tra quattro uomini già precedentemente scelti per lei; non avendone alcuna intenzione, decide così di fuggire da palazzo e trovare in incognito qualcuno da amare realmente.

## Distribuzione
In Corea del Sud la pellicola è stata distribuita dalla CJ Entertainment, a partire dal 28 febbraio 2018.